# Humboldt-Toiyabe National Forest

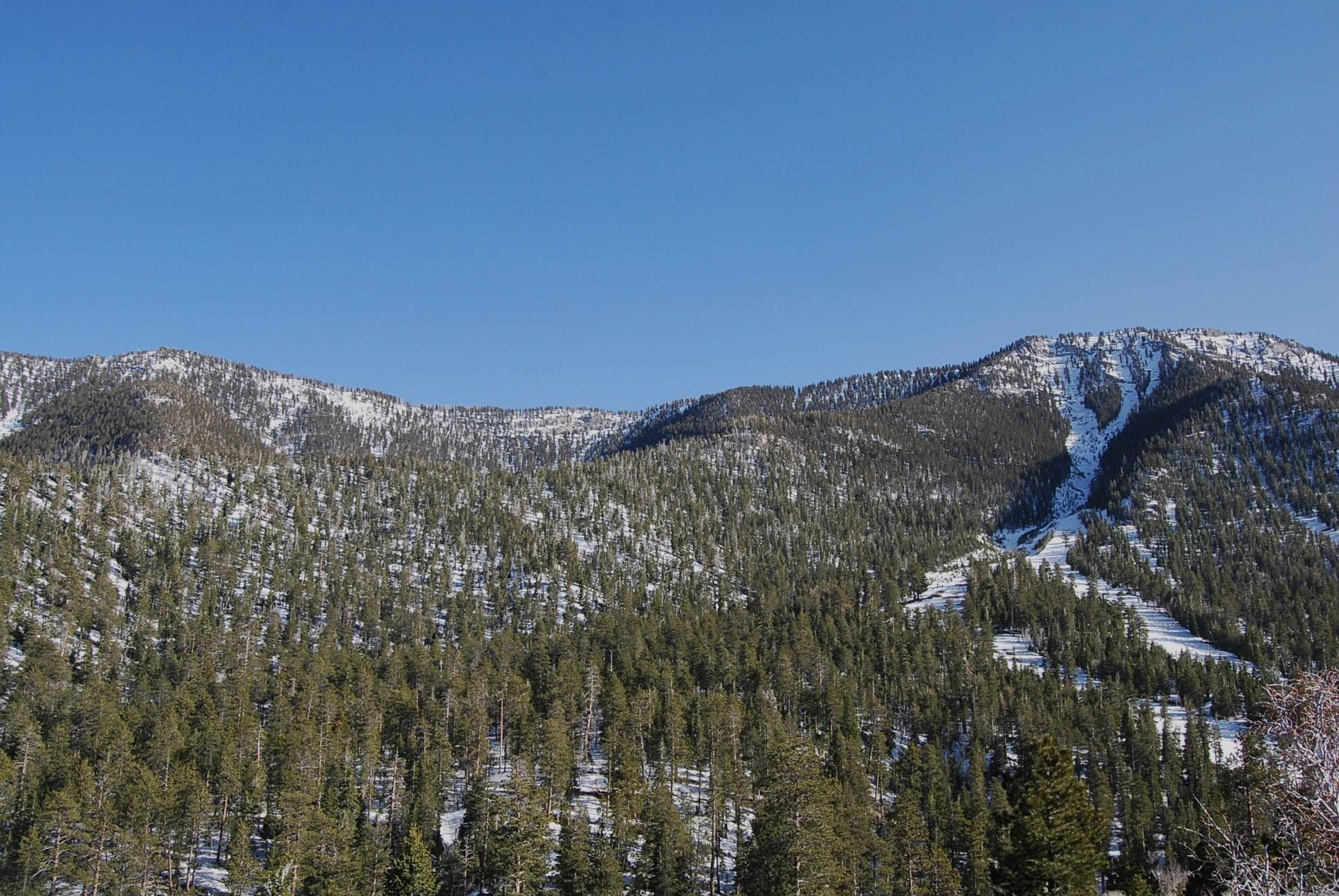
Het Humboldt-Toiyabe National Forest in de Spring Mountains van Nevada.

Het Humboldt-Toiyabe National Forest is een grote, verspreide verzameling van bosgebieden in de Amerikaanse staten Nevada en Californië. In tegenstelling tot de meeste andere National Forests, bestaat Humboldt-Toiyabe uit veel relatief grote, niet aaneengesloten bergachtige gebieden die beheerd worden via tien rangerdistricten. De gebieden liggen verspreid over de hele staat Nevada, van het uiterste noorden en oosten tot in het zuiden en tot over de grens met Californië. Er zijn gebieden van het Humboldt-Toiyabe National Forest, waarvan 'Humboldt' op de noordelijke en oostelijke gebieden slaat en 'Toiyabe' op de zuidelijke en westelijke, in de county's Nye, Elko, White Pine, Lander, Humboldt, Mineral, Lyon, Eureka, Washoe, Douglas, Clark, Lincoln en Carson City in Nevada en in Mono, Alpine, Sierra, Nevada, Lassen en El Dorado County in Californië. Het hoofdkwartier bevindt zich in Sparks (Nevada).